# 나카요카와촌
나카요카와촌(中吉川村)은 효고현 미노군에 설치되었던 촌이다. 현재의 미키시에 해당한다.